# Fissura calcarina
De fissura calcarina of spoorgroeve is een diepe horizontale groeve in het mediale vlak van occipitale kwab. Zij vormt de grens tussen de gyrus lingualis (onderzijde) en de cuneus (bovenzijde). De primaire visuele schors of gezichtsschors (area striata of area 17) is een smalle laag hersenweefsel die in en om deze groeve is heengevouwen.